# Marisela de Montecristo
Marisela de Montecristo (sinh ngày 25 tháng 8 năm 1992) là một người mẫu người Mỹ gốc El Salvador, người dẫn chương trình truyền hình, nữ diễn viên và thí sinh tham gia cuộc thi sắc đẹp và được trao vương miện Nuestra Belleza Latina 2013 và Hoa hậu El Salvador 2018.
Sau khi chiến thắng cuộc thi Nuestra Belleza Latina 2013, de Montecristo xuất hiện trên một số chương trình truyền hình, trong vai trò là một người dẫn chương trình hậu trường trên Premios Juventud, làm người mẫu trên Sábado Gigante và xuất hiện trong video "Fun" của Pitbull. Với tư cách Hoa hậu El Salvador 2018, cô sẽ đại diện cho El Salvador tham gia cuộc thi Hoa hậu Hoàn vũ 2018.

## Đầu đời
De Montecristo sinh ngày 25 tháng 8 năm 1992 tại Olocuilta, La Paz. Khi cô được 10 tuổi, gia đình rời El Salvador và định cư tại Las Vegas, Nevada, Hoa Kỳ. Cô học ngành Truyền tin tại trường đại học.

## Các cuộc thi
Vào năm 2013, de Montecristo thử giọng ở Los Angeles và chiến thắng Nuestra Belleza Latina 2013, một chương trình thực tế cuộc thi sắc đẹp Latinh được phát sóng trên Univision. Trong suốt cuộc thi, người cố vấn của cô là Osmel Sousa, người Venezuela. Cô cuối cùng đã được chọn là một trong 12 thí sinh đủ điều kiện tiến vào chung kết và tiến bộ mỗi tuần cho đến khi được tuyên bố là người chiến thắng. De Montecristo trở thành người phụ nữ đầu tiên từ El Salvador giành chiến thắng trong cuộc thi, ngoài việc là người Trung Mỹ thứ nhì sau khi Nastassja Bolívar của Nicaragua giành chiến thắng trong cuộc thi Nuestra Belleza Latina 2011. Sau chiến thắng, cô được tặng 250.000 USD, một chiếc Kia Forte mới và một hợp đồng biểu diễn truyền hình kéo dài một năm với Univision.
Sau khi chiến thắng Nuestra Belleza Latina 2013, de Montecristo lên kế hoạch tham gia cuộc thi Nuestra Belleza El Salvador 2015. Tuy nhiên, cô bỏ qua những lời bình luận về những người nhập cư Mexico nói bởi Donald Trump, người sở hữu Tổ chức Hoa hậu Hoàn vũ lúc đó và người chiến thắng của Nuestra Belleza El Salvador tiếp tục tranh tài. Sau khi Trump bán tổ chức cho WME-IMG, de Montecristo đã thông báo rằng cô sẽ tham gia tranh tài trong cuộc thi Hoa hậu El Salvador 2018. Cô giành chiến thắng và được trao vương miện Hoa hậu El Salvador 2018. Cô sẽ đại diện cho El Salvador tham gia cuộc thi Hoa hậu Hoàn vũ 2018.